# زبود
زبود بلدة لبنانية من قضاء بعلبك في محافظة بعلبك الهرمل.

## الموقع
المسافة من بيروت: 123 كلم.
الارتفاع عن سطح البحر: 860 م.
المساحة: 787 هكتار.